# 香川県道・徳島県道102号引田滝宮線
香川県道・徳島県道102号引田滝宮線（かがわけんどう・とくしまけんどう102ごうひけたたきのみやせん）は、香川県東かがわ市から徳島県板野郡上板町にいたる一般県道である。

## 概要
香川県東かがわ市引田から徳島県板野郡上板町神宅に至る。
本道は徳島県道・香川県道34号石井引田線と同様に未開通区間があり、越県県道であるが、両県ごとに区間の途切れがある。そのため、完全走破を目指すのは（片方の県側を往復し別の道を通ってまた別の県側を往復しなければならないため）困難である。これは徳島県道・香川県道34号石井引田線にも同様のことが言える。川股ダム以南は過去の国土地理院航空写真（空中写真1974 - 78年版）に南下ルートと西進後南下ルートの砂利道（1.5 m未満）があるが、徒歩道の可能性が高い。南下ルートは一本松越と呼ばれ途中で藪が覆い茂り途切れているようにみえるが四国のみちのひとつである。東進ルートは複雑なルートをとっていて深い藪になっているが、鉢伏山山道へつながる道である。末端よりも先の徒歩道ついては最新版の航空写真では一部路面や線形は見られるものの深い藪が多い。

### 路線データ
- 起点：香川県東かがわ市引田（大川橋西詰交差点、国道11号交点、徳島県道・香川県道34号石井引田線終点）
- 終点：徳島県板野郡上板町神宅（徳島県道12号鳴門池田線交点、徳島県道234号高瀬神宅線終点）
- 総延長：10.114 km（香川県道8.333 km、徳島県道1.781 km[1]）

## 歴史
- 1959年（昭和34年）1月31日 - 引田滝宮線として認定
- 1972年（昭和47年）3月10日 - 現在の香川県道・徳島県道102号引田滝宮線となる。

## 路線状況

### 重複区間
- 徳島県道・香川県道34号石井引田線（香川県東かがわ市引田・大川橋西詰交差点（起点） - 東かがわ市川股）

### 道路施設

#### 橋梁
- 徳島県
  - 第二神宅橋（大山谷川、板野郡上板町）

## 地理

### 通過する自治体
- 香川県
  - 東かがわ市
- 徳島県
  - 板野郡上板町

### 交差する道路
| 交差する道路                                                                         | 都道府県名 | 市町村名   | 市町村名   | 交差する場所 | 交差する場所            |
| ------------------------------------------------------------------------------------ | ---------- | ---------- | ---------- | ------------ | ----------------------- |
| 国道11号 国道377号 重複 徳島県道・香川県道34号石井引田線 重複区間起点                | 香川県     | 東かがわ市 | 東かがわ市 | 引田         | 大川橋西詰交差点 / 起点 |
| 香川県道121号川股馬宿線                                                              | 香川県     | 東かがわ市 | 東かがわ市 | 川股         |                         |
| 徳島県道・香川県道34号石井引田線 重複区間終点                                        | 香川県     | 東かがわ市 | 東かがわ市 | 川股         |                         |
| 未供用区間                                                                           |            |            |            |              |                         |
| 徳島県道12号鳴門池田線 徳島県道・香川県道34号石井引田線 重複 徳島県道234号高瀬神宅線 | 徳島県     | 板野郡     | 上板町     | 神宅         | 終点                    |

### 交差する鉄道
- 高徳線

### 沿線
- 川股ダム
- E32 徳島自動車道 上板SA
- 上板町立神宅小学校

## ギャラリー

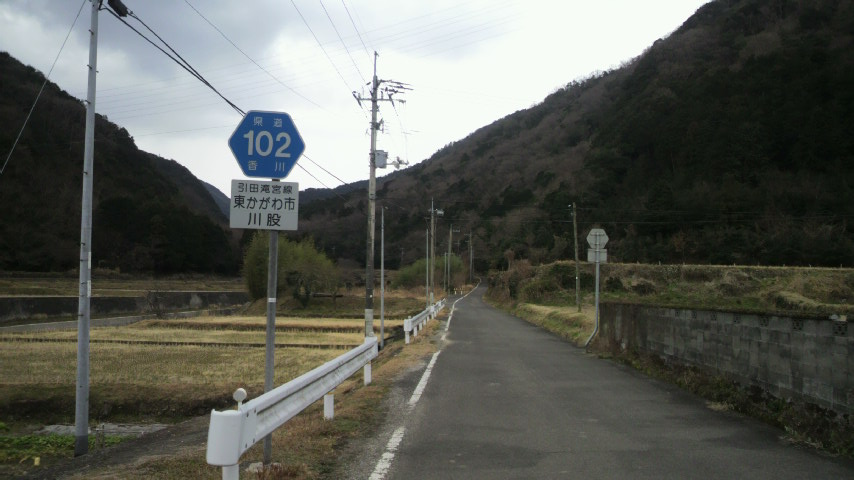
県道標識（香川県側） 香川県東かがわ市川股
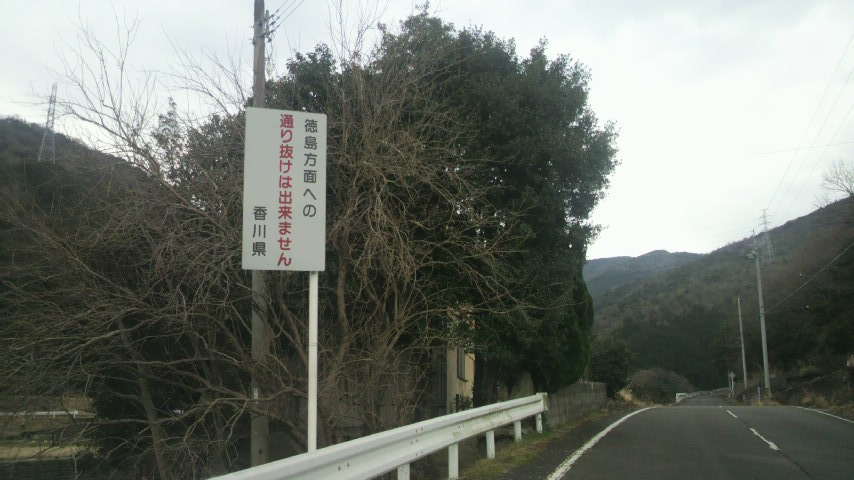
徳島県へ通り抜け出来ないことを示す標識 徳島県道・香川県道34号石井引田線との重複区間